# Seututie 419
Pour les articles homonymes, voir Route 419.
La route régionale 419 (finnois : Seututie 419) est une route régionale allant de Vihantasalmi à Mäntyharju jusqu'à Paasolanmäki à Mäntyharju en Finlande,,.

## Présentation
La seututie 419 est une route régionale dans la commune de Mäntyharju en Savonie du Sud.
La route appelée Vihantasalmentie part de Vihantasalmi de la route nationale 5 et se termine en croisant la route régionale 368 au sud du centre de la municipalité de Mäntyharju.